# Engoulevent malgache
Caprimulgus madagascariensis
Espèce
Statut de conservation UICN

 LC  : Préoccupation mineure
L'Engoulevent malgache ou Engoulevent de Madagascar (Caprimulgus madagascariensis) est une espèce d'oiseaux de la famille des Caprimulgidae.

## Systématique
L'espèce Caprimulgus madagascariensis a été décrite en 1840 par le naturaliste français Victor Sganzin (d) (?-1841).

## Répartition
Cet oiseau vit à Madagascar et aux Seychelles.

## Description
Dans sa description, l'auteur indique que cet oiseau a une tête assez petite et un bec très court. Son plumage est gris satiné, parsemé de taches jaunes. L'extrémité de ses ailes est noir, le dessous du corps gris ainsi que les pattes. Son œil est rougeâtre. Il s'agissait alors d'une espèce commune sur l'île Sainte-Marie.

## Liste des sous-espèces
Selon la classification de référence du Congrès ornithologique international (version 11.2, 2021) :
- sous-espèce Caprimulgus madagascariensis aldabrensis Ridgway, 1894
- sous-espèce Caprimulgus madagascariensis madagascariensis Sganzin, 1840

## Étymologie
Son épithète spécifique, composée de madagascari et du suffixe latin -ensis, « qui vit dans, qui habite », fait référence à Madagascar où l'espèce a été découverte. 

## Publication originale
- Victor Sganzin, « Notes sur les mammifères et sur l'ornithologie de l'ile de Madagascar (1831 et 1832) », Mémoires de la Société du muséum d'histoire naturelle de Strasbourg, Inconnu, vol. 3,‎ 1840, p. 1-49 (OCLC 6668984, lire en ligne).